# 長栄交響楽団
長栄交響楽団（ちょうえいこうきょうがくだん、繁体字広東語: 長榮交響樂團、英: Evergreen Symphony Orchestra)は、台湾台北市に本拠を置くオーケストラ。

## 概要
エバーグリーン・グループ（中国語：長榮集團)の創設者張榮發が医療と教育支援のために始めた張榮發基金会により2002年に設立された。
初代音楽監督は、台湾を代表する指揮者林克昌。2007年からはゲアノート・シュマルフスが長く音楽監督を務めた。

2004年から国際ツアーを開始し、ヨーロッパ、アメリカ、アジア、オーストラリアの4大陸で数多くの公演を行っている。2005年には初来日し東京の音楽祭「熱狂の日」に参加した。

2025年からは楽団の水準をさらに上げるため、2年間にわたりヤープ・ヴァン・ズヴェーデンをアーティスト・イン・レジデンスとして迎い入れた。

## 歴代音楽監督
- 林克昌（2002年－2004年）
- 王雅蕙（2004年－2006年）
- ゲアノート・シュマルフス（2007年－2023年）